# Не нагињи се ван
Не нагињи се ван је југословенски драмски филм из 1977, у режији Богдана Жижића која је исте године добила награду Златна арена.
Не нагињи се ван је добио Златну арену на Пулском филмском фестивалу, а млади Иво Грегуревић добио бројне похвале за своју прву главну улогу у каријери.

## Радња
Протагонист, кога тумачи Иво Грегуревић, је младић из Далматинске загоре који одлучује своја егзистенцијална питања решити тако што оде у Западну Немачку радити као гастарбајтер. Радња приказује како је тамошња стварност далеко од онога како је протагонист замишља, односно како је присиљен радити послове на рубу закона и сиромаштва.
Видјевши како је лепо обучен и који ауто вози његов суграђанин Мате Перковић (Ф. Шоваговић) који ради као гастарбајтер у Немачкој, и Филип (И. Грегуревић) одлучи напустити мало родно село у Далматинској загори те отићи у Немачку на рад. Иако је обећао, Мате га није дочекао на жељезничкој станици у Франкфурту те се Филип мора сам снаћи. Филип упознаје Чикеша (З. Јелчић) који му понуди посао на градилишту, а убрзо упозна и згодну дјевојку Верицу која се у Немачкој већ добро сналази. Након тешке несреће на градилишту и још низа мучних ситуација Филип више није сигуран је ли рад у Немачкој добар пут за њега.
Филм са доста тмурном атмосфером и депресивних амбијената, настоји дати реалну слику живота наших људи на раду у Немачкој при чему главни јунак запада у низ потешкоћа и погибељних ситуација.

## Улоге
| Глумац            | Улога                                   |
| ----------------- | --------------------------------------- |
| Фабијан Шоваговић | Мате                                    |
| Иво Грегуревић    | Филип                                   |
| Јадранка Стилин   | Верица                                  |
| Мира Бањац        | Милева                                  |
| Мирко Боман       | шеф                                     |
| Зденко Јелчић     | Чикеш                                   |
| Звонимир Торјанац | Возач црне марице (као Звонко Торјанац) |
| Младен Црнобрња   | Џепарош                                 |
| Јелица Влајки     | Анђела, клозет-фрау                     |
| Анте Вицан        | Богати гастарбајтер                     |

## Награде
- Пула 77' - филм је добио Велику златну арену[3]; Златна арена за најбољу епизодну женски улогу[3]; Диплома жирија Иви Грегуревићу[2]
- Ниш 77' - Специјална диплома за женску улогу Мири Бањац; Награда за најбољег дебитанта Иви Грегуревићу[2][4]